# 7 Maravilhas da Nova Gastronomia
7 Maravilhas da Nova Gastronomia foi um programa da RTP, em parceria com as Sete Maravilhas de Portugal, que teve como objetivo eleger as 7 Maravilhas da Nova Gastronomia portuguesa nas categorias: Petiscos, Pratos Vegetarianos, Pratos Veganos, Peixe e Marisco, Pratos de Carne, Cozinha Molecular e Doçaria.
"10 Anos depois da emblemática eleição das 7 Maravilhas da Gastronomia onde honrámos a tradição do nosso receituário, Portugal mudou, e fez evoluir a sua Gastronomia baseada na nossa tradição culinária e na riqueza e frescura dos produtos dos nossos territórios."

As 7 Maravilhas da Nova Gastronomia eleitas foram:
- Coininhas na categoria Doçaria;

- Algarve, do Campo à Salina na categoria Vegetariana;

- Estrela do Mosteiro na categoria Carne;

- Mil-Folhas de Batata, Cantarelos e Bolota na categoria Vegana;

- Rabos de Polvo das Bruxas na categoria Peixe e Marisco;

- Veado no Bosque na categoria Cozinha Molecular;

- Tábua de Polvo na categoria Petiscos.

Os restantes finalistas desta edição foram: 
- Citrinos do Algarve na categoria Doçaria;

- Terrina Legumes Bio da Malhadinha na categoria Vegetariana;

- Naco Novilho DOP da Malhadinha na categoria Carne;

- Tubulado de Legumes na categoria Vegana;

- Filete de Robalo da Zambujeira na categoria Peixe e Marisco;

- Carpaccio de Atum e Vieiras na categoria Cozinha Molecular;

- Alma Serrana na categoria Petiscos.

A eleição é realizada através da votação para o número de telefone correspondente a cada candidato, sendo que, dos dois finalistas de cada categoria, o detentor do maior número de chamadas, sagra-se vencedor. A contagem dos votos é auditada pela "PWC".

## Emissões
| Data                  | Localidade e Categoria                                                                 | Apresentadores, Repórteres e Repórteres de Exteriores |
| --------------------- | -------------------------------------------------------------------------------------- | --- |
| 8 de julho de 2021    | Maia (Apresentação dos candidatos)                                                     | •Sónia Araújo e José Carlos Malato •Rita Belinha |
| 12 de julho de 2021   | Setúbal (Peixe e Marisco)                                                              | •Tânia Ribas de Oliveira e José Carlos Malato •Inês Carranca •Ana Moreira, Duarte Rebolo, Idevor Mendonça, Inês Carranca, Isabel Angelino, Joana Dias, Patrícia Figueiredo, Rodrigo Gomes, Serenella Andrade e Tiago Góes Ferreira                                                                                     |
| 13 de julho de 2021   | Vila Nova de Gaia (Petiscos)                                                           | •Vanessa Oliveira e Jorge Gabriel •Rita Belinha •Catarina Palma, Catarina Camacho, Graça Moniz, Hélder Reis, Inês Carranca, Isabel Angelino, Joana Teles, José Manuel Monteiro e Rita Belinha |
| 14 de julho de 2021   | Lisboa (Vegana)                                                                        | •Tânia Ribas de Oliveira e José Carlos Malato •Joana Dias •Ana Moreira, Duarte Rebolo, Idevor Mendonça, Inês Carranca, Isabel Angelino, Joana Dias, Patrícia Figueiredo, Rodrigo Gomes, Serenella Andrade e Tiago Goés Ferreira                                                                                        |
| 15 de julho de 2021   | Vila Nova de Gaia (Carne)                                                              | •Vanessa Oliveira e Jorge Gabriel •Rita Belinha •Catarina Palma, Catarina Camacho, Graça Moniz, Hélder Reis, Inês Carranca, Isabel Angelino, Joana Teles, José Manuel Monteiro e Rita Belinha |
| 16 de julho de 2021   | Funchal (Doçaria)                                                                      | •Tânia Ribas de Oliveira e José Carlos Malato •Licínia Macedo •Ana Moreira, Duarte Rebolo, Idevor Mendonça, Inês Carranca, Joana Dias, Patrícia Figueiredo, Rodrigo Gomes, Serenella Andrade e Tiago Goés Ferreira |
| 19 de julho de 2021   | Sesimbra (Vegetariana)                                                                 | •Tânia Ribas de Oliveira e José Carlos Malato •Idevor Mendonça •Ana Moreira, Duarte Rebolo, Idevor Mendonça, Isabel Angelino, Joana Dias, Patrícia Figueiredo, Rodrigo Gomes, Serenella Andrade e Tiago Goés Ferreira                                                                                                  |
| 20 de julho de 2021   | Póvoa de Varzim (Cozinha Molecular)                                                    | •Vanessa Oliveira e Jorge Gabriel •Rita Belinha •Catarina Palma, Graça Moniz, Hélder Reis, Inês Carranca, Isabel Angelino, Joana Teles, José Manuel Monteiro e Rita Belinha |
| 21 de julho de 2021   | Portalegre (Petiscos)                                                                  | •Tânia Ribas de Oliveira e José Carlos Malato •Inês Carranca •Ana Moreira, Catarina Camacho, Duarte Rebolo, Idevor Mendonça, Isabel Angelino, Joana Dias, Patrícia Figueiredo, Rodrigo Gomes, Serenella Andrade e Tiago Goés Ferreira                                                                                  |
| 22 de julho de 2021   | Santa Maria da Feira (Vegana)                                                          | •Vanessa Oliveira e Jorge Gabriel •José Manuel Monteiro •Catarina Palma, Catarina Camacho, Graça Moniz, Hélder Reis, Inês Carranca, Isabel Angelino, Joana Teles, José Manuel Monteiro e Rita Belinha |
| 26 de julho de 2021   | Almada (Carne)                                                                         | •Vanessa Oliveira e Jorge Gabriel •Inês Carranca •Ana Moreira, Duarte Rebolo, Idevor Mendonça, Inês Carranca, Joana Dias, Patrícia Figueiredo, Rodrigo Gomes, Serenella Andrade e Tiago Goés Ferreira |
| 27 de julho de 2021   | Penafiel (Vegetariana)                                                                 | •Sónia Araújo e José Carlos Malato •José Manuel Monteiro •Catarina Palma, Catarina Camacho, Graça Moniz, Hélder Reis, Isabel Angelino, Inês Carranca, Joana Teles, José Manuel Monteiro e Rita Belinha |
| 28 de julho de 2021   | Torres Vedras (Cozinha Molecular)                                                      | •Vanessa Oliveira e Jorge Gabriel •Idevor Mendonça •Ana Moreira, Catarina Camacho, Duarte Rebolo, Idevor Mendonça, Inês Carranca, Joana Dias, Patrícia Figueiredo, Rodrigo Gomes, Serenella Andrade e Tiago Goés Ferreira                                                                                              |
| 29 de julho de 2021   | Vila Nova de Famalicão (Peixe e Marisco)                                               | •Sónia Araújo e José Carlos Malato •José Manuel Monteiro •Catarina Palma, Catarina Camacho, Graça Moniz, Hélder Reis, Inês Carranca, Isabel Angelino, Joana Teles, José Manuel Monteiro e Rita Belinha |
| 30 de julho de 2021   | Coimbra (Doçaria)                                                                      | •Vanessa Oliveira e José Pedro Vasconcelos •Isabel Angelino •Catarina Palma, Graça Moniz, Hélder Reis, Inês Carranca, Isabel Angelino, Joana Teles, José Manuel Monteiro e Rita Belinha |
| 16 de agosto de 2021  | Lamego (Semifinal) Manhã: (Petiscos) Tarde: (Vegetariana)                              | •Joana Teles e José Carlos Malato •Rita Belinha •(Petiscos): Graça Moniz, Isabel Angelino, Joana Dias, José Manuel Monteiro, Patrícia Figueiredo e Rodrigo Gomes (Vegetariana): Ana Moreira, Hélder Reis, Idevor Mendonça, Isabel Angelino, Joana Dias, Joana Teles e Rita Belinha                                     |
| 17 de agosto de 2021  | Mafra (Semifinal) Manhã: (Vegana) Tarde: (Peixe e Marisco)                             | •Vanessa Oliveira e José Pedro Vasconcelos •Isabel Angelino •(Vegana): Ana Moreira, Hélder Reis, Inês Carranca, Joana Dias, Joana Teles, Patrícia Figueiredo e Rita Belinha (Peixe e Marisco): Ana Moreira, Hélder Reis, Joana Dias, José Manuel Monteiro, Rita Belinha, Rodrigo Gomes e Serenella Andrade             |
| 18 de agosto de 2021  | Pinhel (Semifinal) Manhã: (Cozinha Molecular) Tarde: (Carne)                           | •Joana Teles e José Carlos Malato •José Manuel Monteiro •(Cozinha Molecular): Catarina Palma, Duarte Rebolo, Isabel Angelino, Joana Dias, José Manuel Monteiro, Rita Belinha e Serenella Andrade (Carne): Ana Moreira, Catarina Palma, Inês Carranca, Isabel Angelino, Rita Belinha, Rodrigo Gomes e Serenella Andrade |
| 19 de agosto de 2021  | Vidigueira (Semifinal) Manhã: (Doçaria) Tarde: (Abertura das linhas para a repescagem) | •Vanessa Oliveira e José Pedro Vasconcelos •Joana Dias •(Doçaria): Ana Moreira, Catarina Palma, Graça Moniz, Idevor Mendonça, Inês Carranca, Isabel Angelino e José Manuel Monteiro |
| 25 de agosto de 2021  | Sertã (Repescagem)                                                                     | •Vanessa Oliveira e José Carlos Malato •Isabel Angelino •Ana Moreira, Graça Moniz, Hélder Reis, Idevor Mendonça, Inês Carranca, Isabel Angelino, Joana Teles, José Manuel Monteiro, Patrícia Figueiredo, Rita Belinha e Serenella Andrade                                                                              |
| 4 de setembro de 2021 | Lisboa (Final)                                                                         | •Sónia Araújo e Hélder Reis •Isabel Angelino e Joana Dias •Ana Moreira, Hélder Reis, Idevor Mendonça, Inês Carranca, Isabel Angelino, Joana Teles, José Manuel Monteiro, Rodrigo Gomes e Serenella Andrade |
| 4 de setembro de 2021 | (Gala Final)                                                                           | •Catarina Furtado e José Carlos Malato |